# Януш Хмура

Януш Хмура

Я́нуш Хму́ра (пол. Janusz Chmura)  (? — 2014) — польський вчений в галузі гірництва. Очолював Польське товариство охорони підземних пам'яток «Hades-Polska».

## З творчої біографії
Старший науковий спеціаліст, магістр-інженер Януш Хмура — уродженець селища Швидниці. Після закінчення Краківської гірничо-металургійної академії кілька років працював на вугільних шахтах в Ястшембю. Повернувся до Гірничо-металургійної академії імені Станіслава Сташиця (КГМА) на кафедру геомеханіки, будівництва та геотехніки. Під науковим керівництвом проф. З. Стржелецького розпочав дослідження історичних підземних споруд і понад 30 років віддав справі реновації та технічного забезпечення пам'ятників гірництва. Багато років був науковим секретарем Товариства відновлення історичних підземних об'єктів, а також Товариства забезпечення підземної частини Старого Кракова.
Януш Хмура — автор 95 наукових публікацій (у тому числі двох книжок), пов'язаних з забезпеченням стійкості підземних споруд та реновацією пам'яток гірництва (зокрема в Бохні та Величці).